# Saint-Boingt
Saint-Boingt est une commune française située dans le département de Meurthe-et-Moselle en région Grand Est.

## Géographie
|                     | Rozelieures  | Vennezey              |
|                     | Saint-Boingt | Essey-la-Côte         |
| Saint-Rémy-aux-Bois |              | Damas-aux-Bois Vosges |

### Hydrographie
La commune est dans le bassin versant du Rhin au sein du bassin Rhin-Meuse. Elle est drainée par le ruisseau du Pre Armand, le ruisseau le Loro, le ruisseau le Rouai et l'Euron,.
Le Loro, d'une longueur de 13 km, prend sa source dans la commune de Damas-aux-Bois et se jette  dans l'Euron à Froville, après avoir traversé six communes. 

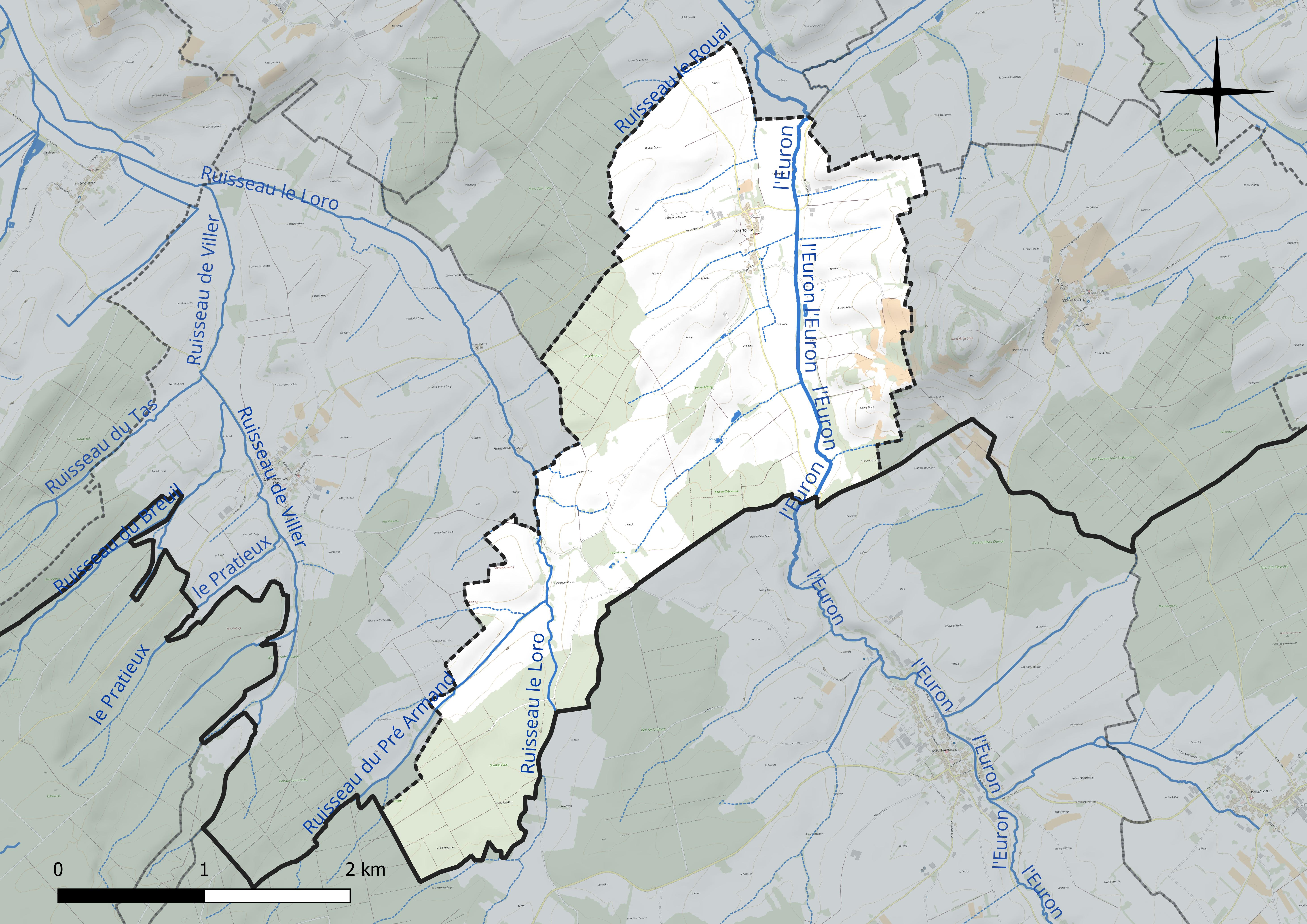
Réseau hydrographique de Saint-Boingt.

### Climat
Pour des articles plus généraux, voir Climat du Grand Est et Climat de Meurthe-et-Moselle.
En 2010, le climat de la commune est de type climat des marges montargnardes, selon une étude du Centre national de la recherche scientifique s'appuyant sur une série de données couvrant la période 1971-2000. En 2020, Météo-France publie une typologie des climats de la France métropolitaine dans laquelle la commune est exposée à un climat semi-continental et est dans la région climatique  Lorraine, plateau de Langres, Morvan, caractérisée par un hiver rude (1,5 °C), des vents modérés et des brouillards fréquents en automne et hiver. 
Pour la période 1971-2000, la température annuelle moyenne est de 9,6 °C, avec une amplitude thermique annuelle de 16,9 °C. Le cumul annuel moyen de précipitations est de 934 mm, avec 12,9 jours de précipitations en janvier et 9,9 jours en juillet. Pour la période 1991-2020, la température moyenne annuelle observée sur la station météorologique de Météo-France la plus proche, « Roville », sur la commune de Roville-aux-Chênes à 13 km à vol d'oiseau, est de 10,3 °C et le cumul annuel moyen de précipitations est de 833,3 mm. 
La température maximale relevée sur cette station est de 40 °C, atteinte le 25 juillet 2019 ; la température minimale est de −24,5 °C, atteinte le 2 janvier 1971,,. 
Les paramètres climatiques de la commune ont été estimés pour le milieu du siècle (2041-2070) selon différents scénarios d'émission de gaz à effet de serre à partir des nouvelles projections climatiques de référence DRIAS-2020. Ils sont consultables sur un site dédié publié par Météo-France en novembre 2022.

## Urbanisme

### Typologie
Au 1er janvier 2024, Saint-Boingt est catégorisée commune rurale à habitat dispersé, selon la nouvelle grille communale de densité à sept niveaux définie par l'Insee en 2022.
Elle est située hors unité urbaine et hors attraction des villes,.

### Occupation des sols
L'occupation des sols de la commune, telle qu'elle ressort de la base de données européenne d’occupation biophysique des sols Corine Land Cover (CLC), est marquée par l'importance des territoires agricoles (72,2 % en 2018), une proportion identique à celle de 1990 (72,2 %). La répartition détaillée en 2018 est la suivante : 
terres arables (39,2 %), prairies (33 %), forêts (27,8 %). L'évolution de l’occupation des sols de la commune et de ses infrastructures peut être observée sur les différentes représentations cartographiques du territoire : la carte de Cassini (XVIIIe siècle), la carte d'état-major (1820-1866) et les cartes ou photos aériennes de l'IGN pour la période actuelle (1950 à aujourd'hui).

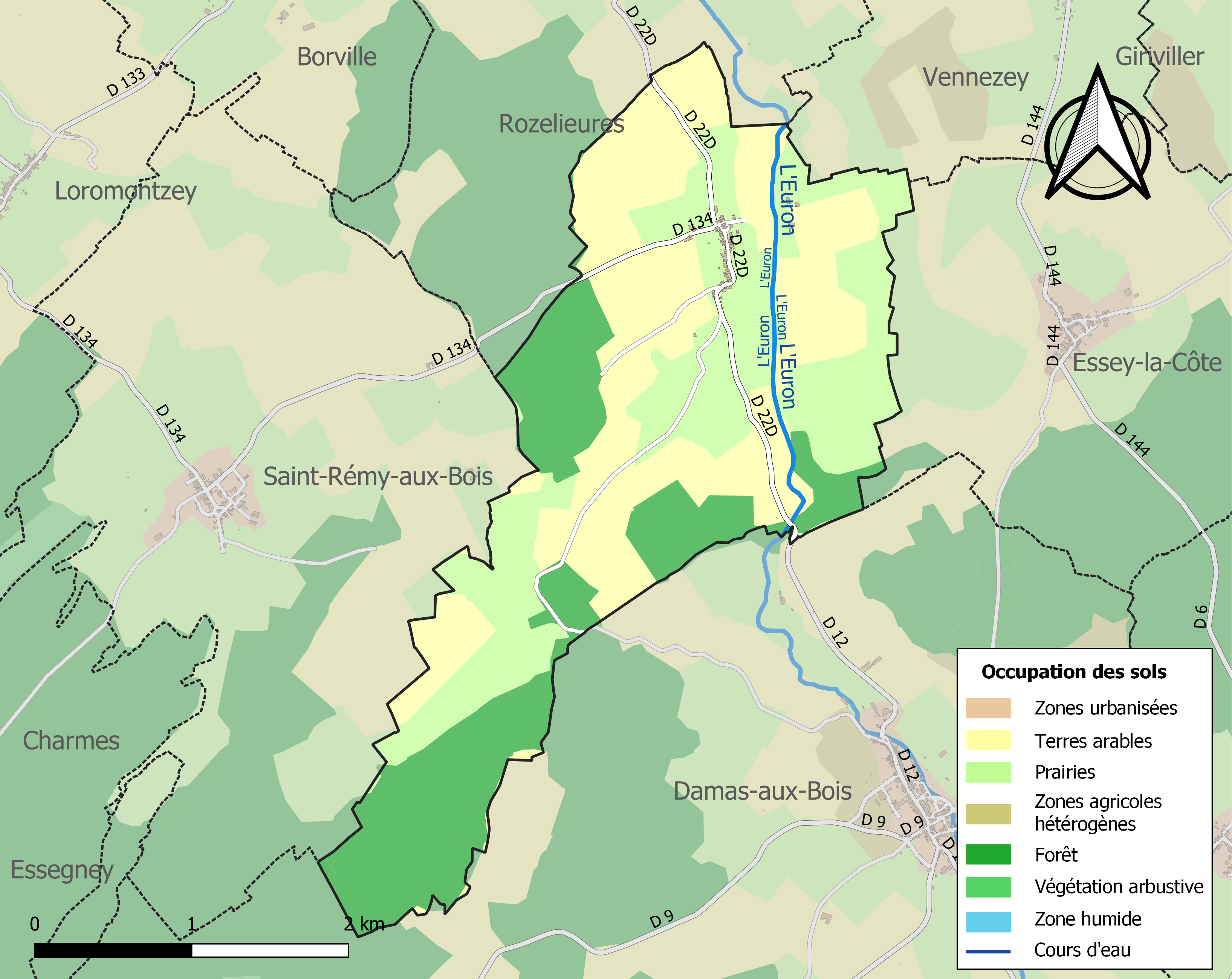
Carte des infrastructures et de l'occupation des sols de la commune en 2018 (CLC).

## Toponymie
Le nom de la localité est attesté sous les formes Villa que dicitur Cembench (1177) ; Cembeng (1179) ; Cembenche (1188) ; Cembanche (1189) ; Chenbanch (1218) ; Samboin (1431) ; Sanctus-Bonus (1436) ; Sambeing (1558) ; Saint-Boin (1594).

Le toponyme actuel est une énigme. On ne comprend pas l'apparition de Sanctus bonus en 1436 ni de Saint-Boin en 1594 qui n'ont aucun lien avec les graphies précédentes. Le saint patron de la paroisse, Hidulphe, avait une réputation de placidité et de bonhomie ; il fut l'objet d'un pèlerinage. Les pèlerins disaient alors en patois qu'ils allaient prier lo boing saint, surnom transmis à la commune. Cette explication est cependant peu crédible car elle est incompatible avec la prononciation du début du XXe siècle : Sô-Bwé, où l'adjectif est après le nom, alors que la monographie place l'adjectif avant le nom ce qui très rare en lorrain roman.

Curieusement, c'est un ouvrage écrit par des religieux qui fait la démonstration d'une erreur. Une étude publiée par des Pères de la Compagnie de Jésus affirme que Saint-Boingt vient de Cembench et n'a pas de rapport avec sanctus.

Dans l'ouvrage les noms de lieux d'origine ecclésiastiques, Géraud Lavergne n'hésite pas à employer les termes de « véritable supercherie hagiographique »  à propos des toponymes commençant originellement par cem, cen, sem, sen et sin et  ayant évolué en Saint.

Selon la monographie de 1888, le nom du village viendrait du patois. Il convient de rappeler que sint-bwès est le nom lorrain du daphné, qui est un arbuste.

## Politique et administration
| Période                                  | Période   | Identité          | Étiquette | Qualité |
| ---------------------------------------- | --------- | ----------------- | --------- | ------- |
| Les données manquantes sont à compléter. |           |                   |           |         |
| 1953                                     | 1977      | Pierre Lamy       |           |         |
| Les données manquantes sont à compléter. |           |                   |           |         |
| mars 2001                                | mars 2014 | André Grandemange |           |         |
| mars 2014                                | 2020      | Mathieu Cékovic   |           |         |
| 2020                                     | En cours  | Aurélie Thomas    |           |         |

## Population et société

### Démographie

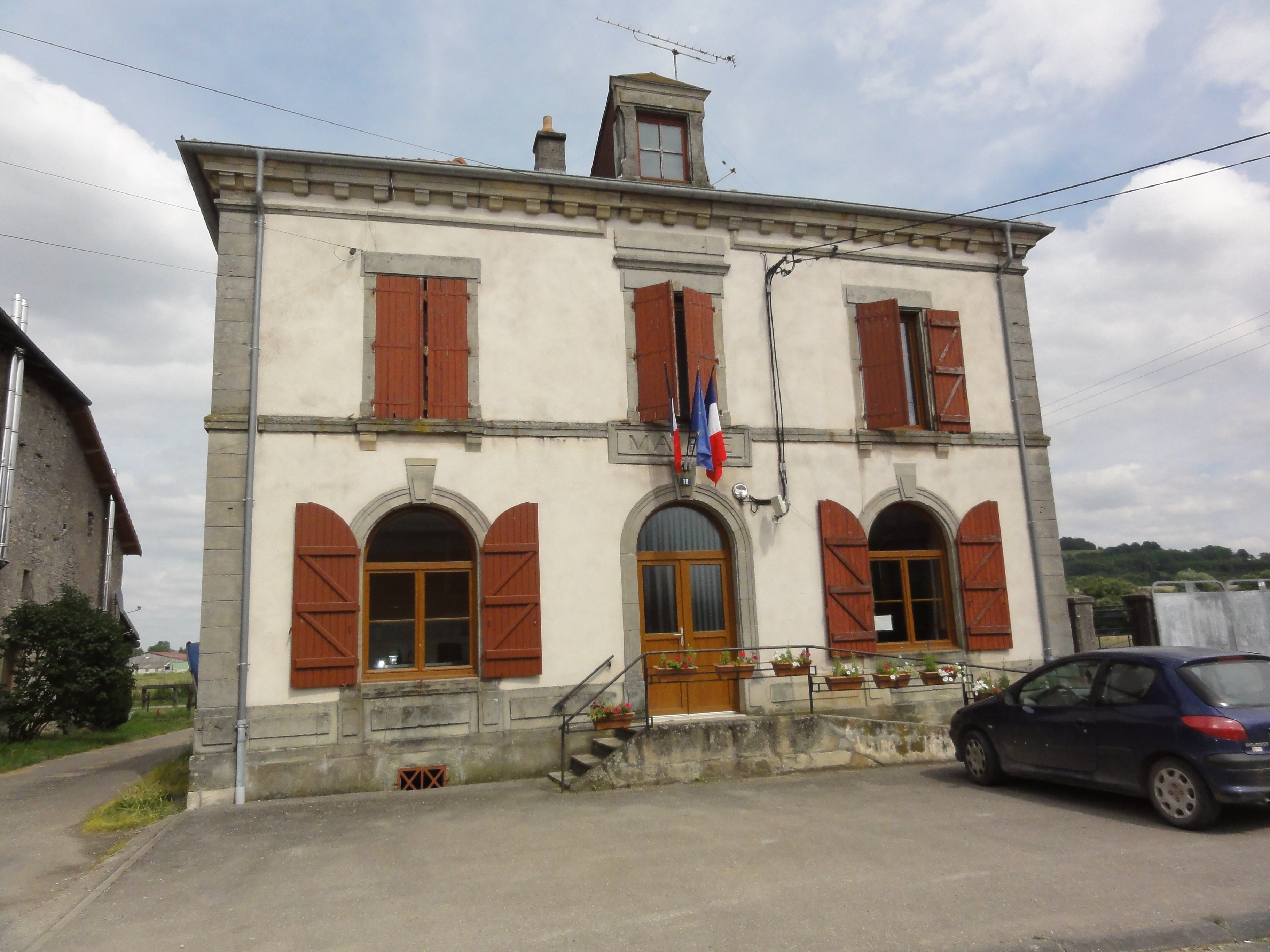
La mairie.

L'évolution du nombre d'habitants est connue à travers les recensements de la population effectués dans la commune depuis 1793. Pour les communes de moins de 10 000 habitants, une enquête de recensement portant sur toute la population est réalisée tous les cinq ans, les populations de référence des années intermédiaires étant quant à elles estimées par interpolation ou extrapolation. Pour la commune, le premier recensement exhaustif entrant dans le cadre du nouveau dispositif a été réalisé en 2006.

En 2022, la commune comptait 74 habitants, en évolution de +2,78 % par rapport à 2016 (Meurthe-et-Moselle : −0,13 %, France hors Mayotte : +2,11 %).
| 1793 | 1800 | 1806 | 1821 | 1831 | 1836 | 1841 | 1846 | 1851 |
| ---- | ---- | ---- | ---- | ---- | ---- | ---- | ---- | ---- |
| 260  | 217  | 295  | 275  | 304  | 308  | 300  | 318  | 315  |

| 1856 | 1861 | 1872 | 1876 | 1881 | 1886 | 1891 | 1896 | 1901 |
| ---- | ---- | ---- | ---- | ---- | ---- | ---- | ---- | ---- |
| 289  | 292  | 291  | 273  | 268  | 237  | 224  | 204  | 199  |

| 1906 | 1911 | 1921 | 1926 | 1931 | 1936 | 1946 | 1954 | 1962 |
| ---- | ---- | ---- | ---- | ---- | ---- | ---- | ---- | ---- |
| 194  | 185  | 149  | 137  | 156  | 141  | 130  | 116  | 107  |

| 1968 | 1975 | 1982 | 1990 | 1999 | 2006 | 2011 | 2016 | 2021 |
| ---- | ---- | ---- | ---- | ---- | ---- | ---- | ---- | ---- |
| 89   | 78   | 69   | 66   | 81   | 77   | 77   | 72   | 73   |

| 2022 | - | - | - | - | - | - | - | - |
| ---- | - | - | - | - | - | - | - | - |
| 74   | - | - | - | - | - | - | - | - |

## Culture locale et patrimoine

### Lieux et monuments
- Église du XVIIIe siècle avec à l'intérieur des boiseries de style Louis XIV.
- Calvaire du XVIIe siècle, orné de statuettes, classé au titre des monuments historiques par arrêté du 15 mai 1909[26].

### Héraldique, logotype et devise
| Blason de Saint-Boingt | Blason  | De gueules à trois cloches d’argent couronnées d’or. |
| Blason de Saint-Boingt | Détails | Le statut officiel du blason reste à déterminer.     |

#### Blason populaire
Les habitants étaient surnommés en lorrain, « les bouris de So-Bouè » ce qui se traduit par les canards de Saint-Boingt. On pense généralement que ce sobriquet est en lien avec les fréquents débordements de l'Euron. On prétendait alors qu'il fallait aimer avoir les pieds dans l'eau, comme les canards, pour habiter un tel village.